# 控制 (2013年電影)
《控制》是毕国智编剧并导演、吴彦祖和姚晨主演的悬疑剧情片。中国于2013年11月22日上映。

## 剧情
科技高度發達的罪惡浮城，保險業務員馬克（吳彥祖）的平靜生活被一通神秘電話打破，為患病的母親（惠英紅）籌錢，馬克不得不換取高額回報，本以為一切天衣無縫，卻被神秘人知曉並以此要脅馬克為他賣命，他的初戀女友潔希（姚晨）牽涉其中。直到馬克涉嫌黑社會老大泰哥（任達華），驚天陰謀漸漸開啟，神秘人終浮出水面⋯
潔西卡把東西交給馬克，與他吻別匆忙搭車離開，馬克隨即被人追捕，抓到倉庫逼供要他吐出巨款的下落，黑幫老二用水供並說出當年雜貨店強索保護費的殘暴，硬逼對方啃下老婆手指，馬克堅持與老大泰哥對話，泰哥正好抵達用拳頭逼供，並打魔鬼表示自己不顧人情，馬克說沒拿錢，但是有人要整泰哥，泰哥願聽詳文。馬克到瘋人院探訪母親，發現宿舍漏水請護士換床位，護士收下錢卻說已經滿了，馬克努力賺錢幫母親移到格林養頤居，回到辦公室繼續賣保險，女友蜜蜜也是銷售員，馬克無意間發現一份保單，公司主管蜜蜜要他明日出庭作偽證沒看過保單，以免輸掉官司，並以公司副主管職位利誘，馬克為了母親與職位作偽證當上副主管，幾日後卻發現賬戶存款消失，有人電訊他到咖啡館，桌上有一份文件就是當時他與主管的對話，匿名電話告知蜜蜜正把這份資料送給原告律師陸藝章辦公室，要他儘速攔截資料，馬克急電蜜蜜，蜜蜜卻說已經幫馬克送資料給陸藝章，匿名電話指引馬克到陸藝章辦公室盜走並撕毀文件，匿名電話又要他慈善道，給他獎勵，否則讓他坐牢，馬克要蜜蜜待在辦公室等他電話。
馬克抵達慈善道，匿名電話要他拿出垃圾桶內的背包，戴上面具與手套，持槍進餐廳要所有人趴下搶大家的財物，然後到外面搭上紅色車子趕到銀行，拿著一份資料和從餐廳客人搶來的鑰匙去找客戶經理，卻是以前的女友潔西卡，潔西卡打開信封卻是兒子比利的照片，上面寫著不照做就有生命危險，潔西卡大驚，馬克告知自己也被威脅，潔西卡確認兒子目前還在老師家學鋼琴，配合馬克到保險櫃取出匿名者想要的東西，上車後匿名者告知裡面是八百萬，就是被打劫之一的刑警隊隊長的錢，那是用來與綁匪談條件的現款，匿名者要他到橋下，取出現款裝入背包，匿名者表示如果馬克不作偽證就不會找上他，一輛吉普車停下讓馬克上車，開車後對方對他拳打腳踢以為馬克要殺他家人，馬克急著解釋自己也被逼，三毛只是個鬥狗的賭棍，當他知道背包內有八百萬，到匿名者指定地點有人來拿錢，三毛決定為了八百萬走險打昏來人，三毛被一群人抓進痛毆，馬克為了救他假裝自己來拿貨，讓三毛暗中取得槍支，對方拿出貨卻是一堆止痛藥，三毛趁機開槍打死對方，自己也受重傷死去，後悔沒早買保險，匿名者來電要馬可送貨，並把吉普車焚毀。
泰哥才知道他的藥被馬克劫走，死的也是他的手下，懷疑有誰膽敢與他做對，馬克帶著背包上班、到醫院看母親，一日回家前被潔西卡打昏，醒來潔西卡痛罵說馬克差點害死自己的兒子，懷孕後馬克就失蹤，只好自己撫養比利長大，馬克決定與蜜蜜分手，一日三毛的私人偵探木紋來電說找到匿名者，馬克去找木紋，木紋監聽到匿名者還操控其他人，要利用馬克抓到對方為三毛報仇，馬克不肯幫忙，匿名者又來電給馬克，馬克決定與木紋聯手抓人，讓潔西卡先帶著比利離開，馬克按指定時間到達安寧路，一輛貨車接他走，傑夫並把背包扔到對面的車子，馬克到路口接黎理(木紋)，轉到泰哥的進口倉庫送貨，打開只有上面是槍支下面是罐頭，匿名者要馬克拿錢立刻走人，魔鬼出現讓手下交錢，誰知道推車撞翻木箱出現罐頭，三人拿錢開車就跑，貨車卡在鐵門，潔西卡開著另一台箱型車出現，按計劃進行準備分錢，傑夫突然拿出散彈鎗，匿名者讓傑夫帶走錢，木紋早在裡面裝上定位器，找到車子與背包，沒看到傑夫，一會兒有人出現帶走背包，三人跟蹤制伏對方，才知他也被匿名者威脅，對方還讓他啃下老婆的手指，背包裡面只有報紙，後來馬克被泰哥的手下抓來，泰哥為了驗證拿魔鬼的手機撥打給馬克，果然證明他就是黑錢的匿名者，當場雙方拔鎗，魔鬼承認但是沒拿到錢，從馬克的貝殼項鍊想起原來馬克是雜貨店夫妻的兒子故意設局，馬克故意不語，兩幫人相互射擊，馬克蹲下逃過一劫，對重傷的泰哥說這麼多年一直等機會報仇，直到有一天發現魔鬼是蜜蜜的客戶，故意勾引蜜蜜拿到客戶資料，開始利用魔鬼喜歡背後操控的個性，反控制他，木紋與刑警隊隊長暗中保護他，故意讓魔鬼知道有八百萬的事情，讓魔鬼成為餌中餌，木紋、潔西卡、傑夫都是從小一起長大，魔鬼讓父親吃下母親手指，父親自殺母親瘋了，特警隊出現逮捕泰哥，馬克回到醫院，大家在等他，安慰母親說魔鬼已經永遠離開了。

## 演员表
- 姚晨 - Jessica
- 吴彦祖 - 马克
- 李僖朗 - 吴彦祖个仔
- 冯嘉怡 - 木纹
- 安以轩 - MiMi
- 任达华 - 泰哥
- 邵兵 - 三毛
- 戴立忍 - 魔鬼，黑帮老二
- 惠英紅 - Jen，馬克的母親
- 何華超 - 馬克的父親
- 陳子聰 - AK47
- 彭懷安 - Tony，魔鬼下屬
- 羅浩銘 - 魔鬼下屬
- 陳偉雄 - 疤面
- 梁永傑 - 魚頭
- 王馨平 - Connie
- 孫佳君 - Max老闆
- 郝柏傑 - Jeff
- 李麗麗 - 護士
- 方平 - 陸藝章
- 顧冠忠 - 李可

## 创作
影片有超过五成的特效镜头，片方花费千万邀请美国特效团队打造了一座监视器无处不在的“罪恶之城”。

## 票房
在中国大陆首周三天收获2230万元，位列该周票房榜第五名，同時是该周排名最高的国产片。次周收获2030万元，仍列该周票房榜第五名，累计4260万元。至12月15日，票房累计4400万元人民币。